# Хинсдејл (Њу Хемпшир)
Хинсдејл (енгл. Hinsdale) насељено је место без административног статуса у америчкој савезној држави Њу Хемпшир.

## Демографија
По попису из 2010. године број становника је 1.548, што је 165 (-9,6%) становника мање него 2000. године.
| Група             | 2000.         | 2010.         |
| Белци             | 1.668 (97,4%) | 1.501 (97,0%) |
| Афроамериканци    | 6 (0,4%)      | 8 (0,5%)      |
| Азијати           | 5 (0,3%)      | 5 (0,3%)      |
| Хиспаноамериканци | 4 (0,2%)      | 19 (1,2%)     |
| Укупно            | 1.713         | 1.548         |